# Список округов Западной Виргинии
Американский штат Западная Виргиния состоит из 55 округов, которые создавались с 1754 по 1895 год. По данным на 2014 год население штата составляло 1 850 326 человек, то есть в одном округе в среднем проживало 33 642 человека. Площадь штата составляет 62 755 км², то есть средняя площадь округа составляет 1141 км², а средняя плотность населения — 29,8 человека на квадратный километр. Столица штата, Чарлстон, располагается в округе Канова, самом населённом округе штата. Население наименее населённого округа Уэрт составляет 5845 человек (2014 год). Округ Рандолф наибольший по площади (2694 км²), а Ханкок — наименьший (228 км²).

## История
Окружная система Западной Виргинии почти полностью сформировалась до момента выхода штата из состава Виргинии — 50 из 55 округов были сформированы до разделения штатов в 1863 году. Такая система местного управления была перенята у Англии. Все современные округа штата произошли от первых двух территориальных единиц Виргинии — Фредерика и Огаста (имена принца и принцессы Уэльса), созданных в 1743 и 1745 годах соответственно. В середине XVIII века с увеличением количества поселенцев, появилась необходимость в создании административных единиц и местного управления. На территории Западной Виргинии первыми организованными округами стали Хампшир (1754 год) и Беркли (1772 год). Остальная часть территорий входила в округа Финкасл, который охватывал земли между реками Канова и Нью-Ривер, Ботетур и Огаста, простиравшихся на севере реки Огайо, и плохо определённый район Уэст-Огаста, который был создан в 1773 году для контроля за притоками Огайо. Во время Войны за независимость организация округов продолжилась: в 1776 году Генеральная ассамблея Виргинии разделила Уэст-Огасту на округа Йокогейния, Мононгейлия и Огайо, Финкасл на округа Кентукки, Вашингтон и Монтгомери. В 1778 году аллеганская часть Ботетура была выделена в округ Гринбрайер. С приростом населения проходило формирование новых административных единиц. В 1800 году были созданы округа Брук, Харди, Гаррисон, Канова, Монро, Пендлтон, Рандолф и Вуд. К 1830 году на территории Западной Виргинии было уже 22 округа. Новые округа занимали большие площади, и их жители проживали изолированно, что не позволяло эффективно выполнять окружные функции.
К 1861 году было создано 50 округов. Во время разделения Виргинии статус двух округов — Джефферсона и Беркли — был не определён. Их включение в Западную Виргинию было утверждено Конгрессом США в 1866 году. Округа Грант, Минерал, Линкольн, Саммерс и Минго были сформированы после 1863 года. Поледний, Минго, был выделен из состава округа Логан в 1895 году и был назван в честь племени вождя Логана — минго.

## Список округов
В списке приведены 55 округов Западной Виргинии в алфавитном порядке. Указана оценочная численность и плотность населения на 2014 год, площадь (не включая территории, покрытые водой), год основания, принадлежность к агломерациям (МСА — метрополитенский статистический ареал, μСА — микрополитенский статистический ареал), расположение округа на карте штата и окружные центры. По федеральному стандарту обработки информации (FIPS), каждый округ имеет пятизначный код. Он состоит из кода штата (54 для Западной Виргинии) и трёхзначного кода округа, приведённого в таблице. Ссылка с кода в таблице ведёт на страницу результатов переписи населения для каждого округа.
| Название (агломерация)                                      | FIPS | Окружной центр  | Год образования | Назван в честь                                                              | Население (2014) | Площадь (км²) | Плотность (чел./км²) | На карте штата |
| ----------------------------------------------------------- | ---- | --------------- | --------------- | --------------------------------------------------------------------------- | ---------------- | ------------- | -------------------- | -------------- |
| Апшер (Upshur)                                              | 097  | Бакханнон       | 1851            | министр военно-морских сил США и госсекретарь США Абель Апшер               | 24 731           | 918,5         | 26,93                |                |
| Барбор (Barbour)                                            | 001  | Филиппи         | 1843            | спикер Палаты представителей США Филип Барбур                               | 16 766           | 883,3         | 18,98                |                |
| Беркли (Berkeley) МСА Хейгерстаун- Мартинсберг              | 003  | Мартинсберг     | 1772            | Королевский губернатор Виргинии Норбонн Беркли                              | 110 497          | 831,7         | 132,86               |                |
| Брук (Brooke) МСА Уиртон- Стьюбенвилл                       | 009  | Уэлсберг        | 1796            | губернатор Виргинии Роберт Брук                                             | 23 530           | 231,1         | 101,82               |                |
| Бракстон (Braxton)                                          | 007  | Саттон          | 1836            | политик, подписавший Декларацию независимости США, Картер Брэкстон          | 14 463           | 1323          | 10,93                |                |
| Бун (Boone) МСА Чарлстон                                    | 005  | Мадисон         | 1847            | американский первопоселенец Даниэль Бун                                     | 23 714           | 1299          | 18,26                |                |
| Вайоминг (Wyoming)                                          | 109  | Пайнвилл        | 1850            | делаварское слово, означающего «широкие равнины»                            | 22 598           | 1293,6        | 17,47                |                |
| Вуд (Wood) МСА Паркерсберг -Виенна                          | 107  | Паркерсберг     | 1798            | губернатор Виргинии Джеймс Вуд                                              | 86 237           | 948,6         | 90,91                |                |
| Гаррисон (Harrison) μСА Кларксберг                          | 033  | Кларксберг      | 1784            | губернатор Виргинии, отец-основатель США Бенджамин Харрисон                 | 68 761           | 1077,5        | 63,82                |                |
| Гилмер (Gilmer)                                             | 021  | Гленвилл        | 1845            | губернатор Виргинии Томас Гилмер                                            | 8618             | 876,7         | 9,83                 |                |
| Грант (Grant)                                               | 023  | Питерсберг      | 1866            | президент США (на момент создания Главнокомандующий армией США) Улисс Грант | 11 687           | 1236,4        | 9,45                 |                |
| Гринбрайер (Greenbrier)                                     | 025  | Льюисберг       | 1778            | река Гринбрайер                                                             | 35 450           | 2640,7        | 13,42                |                |
| Джефферсон (Jefferson) МСА Вашингтон -Арлингтон-Александрия | 037  | Чарльз-Таун     | 1801            | президент США Томас Джефферсон                                              | 55 713           | 543           | 102,6                |                |
| Джэксон (Jackson)                                           | 035  | Рипли           | 1831            | президент США Эндрю Джексон                                                 | 29 126           | 1202,7        | 24,22                |                |
| Додридж (Doddridge) μСА Кларксберг                          | 017  | Уэст-Юнион      | 1845            | конгрессмен Филип Додридж                                                   | 8391             | 828,1         | 10,13                |                |
| Кабелл (Cabell) МСА Хантингтон -Ашленд                      | 011  | Хантингтон      | 1809            | губернатор Виргинии Уильям Кабелл                                           | 97 109           | 727,8         | 133,43               |                |
| Калхун (Calhoun)                                            | 013  | Грантсвилл      | 1856            | вице-президент США Джон Кэлхун                                              | 7513             | 723,3         | 10,39                |                |
| Канова (Kanawha) МСА Чарлстон                               | 039  | Чарлстон        | 1789            | река Канова                                                                 | 190 223          | 2335,1        | 81,46                |                |
| Клей (Clay) МСА Чарлстон                                    | 015  | Клей            | 1858            | юрист и сенатор США Генри Клей                                              | 8941             | 885,5         | 10,1                 |                |
| Линкольн (Lincoln) МСА Хантингтон -Ашленд                   | 043  | Хамлин          | 1867            | президент США Авраам Линкольн                                               | 21 561           | 1131,9        | 19,05                |                |
| Логан (Logan) μСА Логан                                     | 045  | Логан           | 1824            | индейский вождь Логан                                                       | 35 348           | 1175,2        | 30,08                |                |
| Льюис (Lewis)                                               | 041  | Уэстон          | 1816            | полковник Чарльз Льюис, погибший в битве при Пойнт-Плезант                  | 16 414           | 1009,8        | 16,25                |                |
| Мак-Дауэлл (McDowell)                                       | 047  | Уэлч            | 1858            | губернатор Виргинии Джеймс Макдауэлл                                        | 20 448           | 1381,7        | 14,8                 |                |
| Марион (Marion) μСА Фэрмонт                                 | 049  | Фэрмонт         | 1842            | генерал Фрэнсис Мэрион, участник войны за независимость США                 | 56 803           | 799,6         | 71,04                |                |
| Маршалл (Marshall) МСА Уилинг                               | 051  | Маундсвилл      | 1835            | председатель Верховного суда США Джон Маршалл                               | 32 416           | 791,1         | 40,98                |                |
| Мейсон (Mason) μСА Пойнт-Плезант                            | 053  | Пойнт-Плезант   | 1804            | участник Филадельфийского конвента Джордж Мейсон                            | 27 016           | 1115,6        | 24,22                |                |
| Мерсер (Mercer) μСА Блуфилд                                 | 055  | Принстон        | 1837            | генерал Хью Мерсер, герой войны за независимость США                        | 61 785           | 1085,2        | 56,93                |                |
| Минго (Mingo)                                               | 059  | Уильямсон       | 1895            | индейский народ минго                                                       | 25 716           | 1095,8        | 23,47                |                |
| Минерал (Mineral) МСА Камберленд                            | 057  | Кайзер          | 1866            | большое количество полезных ископаемых (минералов) на территории            | 27 578           | 849,1         | 32,48                |                |
| Мононгейлия (Monongalia) МСА Моргантаун                     | 061  | Моргантаун      | 1776            | река Мононгахила                                                            | 103 463          | 932,6         | 110,94               |                |
| Монро (Monroe)                                              | 063  | Юнион           | 1799            | президент США (на момент создания — губернатор Виргинии) Джеймс Монро       | 13 582           | 1224,4        | 11,09                |                |
| Морган (Morgan)                                             | 065  | Беркли-Спрингс  | 1820            | полковник Дэниэл Морган, конгрессмен США                                    | 17 453           | 593,3         | 29,42                |                |
| Николас (Nicholas)                                          | 067  | Саммерсвилл     | 1818            | сенатор США Уилсон Николас                                                  | 25 827           | 1675,3        | 15,42                |                |
| Огайо (Ohio) МСА Уилинг                                     | 069  | Уилинг          | 1776            | река Огайо                                                                  | 43 328           | 274,1         | 158,07               |                |
| Патнам (Putnam) МСА Хантингтон -Ашленд                      | 079  | Уинфилд         | 1848            | генерал Израэль Патнэм                                                      | 56 770           | 895,3         | 63,41                |                |
| Пендлтон (Pendleton)                                        | 071  | Франклин        | 1788            | участник Первого Континентального конгресса Эдмунд Пендлтон                 | 7371             | 1802,8        | 4,09                 |                |
| Плезантс (Pleasants)                                        | 073  | Сент-Мэрис      | 1851            | сенатор США Джеймс Плезантс                                                 | 7634             | 337           | 22,65                |                |
| Покахонтас (Pocahontas)                                     | 075  | Марлинтон       | 1821            | индейская принцесса Покахонтас                                              | 8662             | 2435,3        | 3,56                 |                |
| Престон (Preston) МСА Моргантаун                            | 077  | Кингвуд         | 1818            | губернатор Виргинии Джеймс Престон                                          | 33 788           | 1680,4        | 20,11                |                |
| Рандолф (Randolph) μСА Элкинс                               | 083  | Элкинс          | 1787            | государственный секретарь США Эдмунд Рэндольф                               | 29 429           | 2692,8        | 10,93                |                |
| Ритчи (Ritchie)                                             | 085  | Гаррисвилл      | 1843            | виргинский журналист и издатель Томас Ритчи                                 | 10 011           | 1170,6        | 8,55                 |                |
| Роли (Raleigh) МСА Бекли                                    | 081  | Бекли           | 1850            | английский государственный деятель Уолтер Рэли                              | 78 241           | 1567,8        | 49,9                 |                |
| Рон (Roane)                                                 | 087  | Спенсер         | 1856            | виргинский юрист и политик Спенсер Роан                                     | 14 664           | 1252,4        | 11,71                |                |
| Саммерс (Summers)                                           | 089  | Хинтон          | 1871            | конгрессмен Джордж Саммерс                                                  | 13 417           | 933,6         | 14,37                |                |
| Тайлер (Tyler)                                              | 095  | Мидлборн        | 1814            | губернатор Виргинии Джон Тайлер                                             | 9098             | 663,8         | 13,71                |                |
| Такер (Tucker)                                              | 093  | Парсонс         | 1856            | конгрессмен Генри Такер                                                     | 6927             | 1085          | 6,38                 |                |
| Тейлор (Taylor) μСА Кларксберг                              | 091  | Графтон         | 1844            | сенатор Джон Тейлор                                                         | 17 069           | 447,5         | 38,14                |                |
| Уэбстер (Webster)                                           | 101  | Уэбстер-Спрингс | 1860            | государственный секретарь США Дэниэл Уэбстер                                | 8834             | 1433,5        | 6,16                 |                |
| Уэйн (Wayne) МСА Хантингтон-Ашленд                          | 099  | Уэйн            | 1842            | генерал Энтони Уэйн                                                         | 41 122           | 1310,5        | 31,38                |                |
| Уэрт (Wirt) МСА Паркерсберг -Виенна                         | 105  | Элизабет        | 1848            | генеральный прокурор США Уильям Вирт                                        | 5845             | 602,2         | 9,71                 |                |
| Уэтзел (Wetzel)                                             | 103  | Нью-Мартинсвилл | 1846            | американский первопоселенец Льюис Ветцель                                   | 15 988           | 927,4         | 17,24                |                |
| Фейетт (Fayette) МСА Бекли                                  | 019  | Фейетвилл       | 1831            | генерал Жильбер Лафайет                                                     | 45 132           | 1713,4        | 26,34                |                |
| Хампшир (Hampshire) МСА Винчестер                           | 027  | Ромни           | 1754            | английское графство Гэмпшир                                                 | 23 483           | 1658,2        | 14,16                |                |
| Ханкок (Hancock) МСА Уиртон -Стьюбенвилл                    | 029  | Нью-Камберленд  | 1848            | президент Второго Континентального Конгресса Джон Хэнкок                    | 30 112           | 214           | 140,71               |                |
| Харди (Hardy)                                               | 031  | Морфилд         | 1786            | конгрессмен Сэмюэл Харди                                                    | 13 923           | 1508,2        | 9,23                 |                |